# Nix (satelit)
Nix este un satelit natural al lui Pluto, cu un diametru de 49,8 km (30,9 mi) pe cea mai lungă dimensiune a sa. A fost descoperit împreună cu cel mai exterior satelit al lui Pluto, Hydra, pe 15 mai 2005 de astronomi care foloseau Telescopul Spațial Hubble, și a fost numit după Nyx, zeița greacă a nopții. Nix este al treilea satelit al lui Pluto după distanță, orbitând între sateliții Styx și Kerberos.
Nix a fost fotografiat împreună cu Pluto și ceilalți sateliți ai săi de sonda spațială New Horizons în timp ce zbura pe lângă sistemul Pluto în iulie 2015. Imaginile de la sonda spațială New Horizons dezvăluie o zonă mare roșiatică pe Nix, care este probabil un crater de impact.

## Descoperire

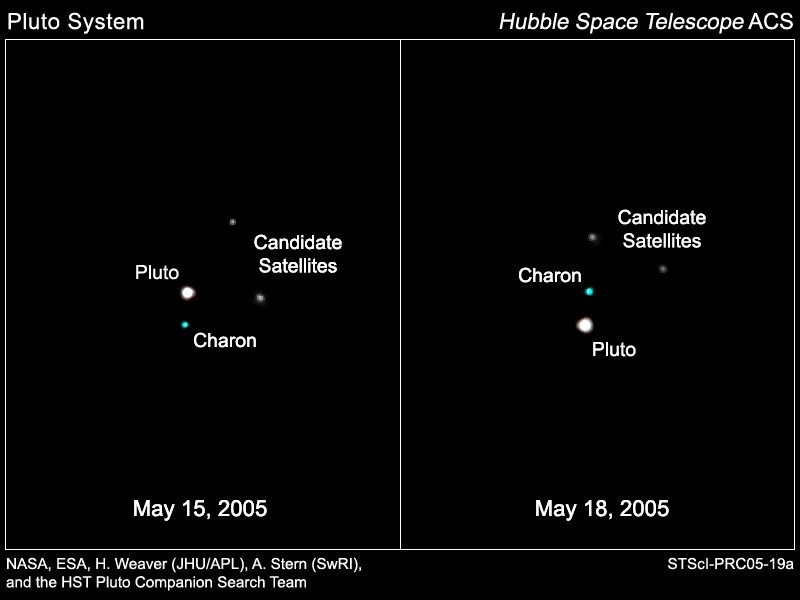
Imaginile de descoperire ale lui Nix și Hydra

Nix a fost descoperit de cercetătorii echipei Pluto Companion Search, folosind Telescopul spațial Hubble. Echipa New Horizons bănuia că Pluto și satelitul său, Charon ar putea fi însoțiți de alți sateliți, așa că au folosit telescopul spațial Hubble pentru a căuta sateliți în jurul lui Pluto în 2005.. Deoarece luminozitatea lui Nix este de aproximativ 5.000 de ori mai slabă decât a lui Pluto, au fost făcute imagini cu expunere lungă pentru a-l găsi..
Imaginile de descoperire au fost făcute pe 15 mai 2005 și 18 mai 2005. Nix și Hydra au fost descoperite independent de Max J. Mutchler pe 15 iunie 2005 și de Andrew J. Steffl pe 15 august 2005. Descoperirile au fost anunțate pe 31 octombrie 2005, după confirmare prin predescoperire a imaginilor din arhiva Hubble ale lui Pluto din 2002. Cei doi sateliți nou anunțați ai lui Pluto au fost ulterior denumiți provizoriu S/2005 P 1 pentru Hydra și S/2005 P 2 pentru Nix. Sateliții au fost denumiți informal ca „P1” și, respectiv, „P2”, de către echipa de descoperire.

## Numire

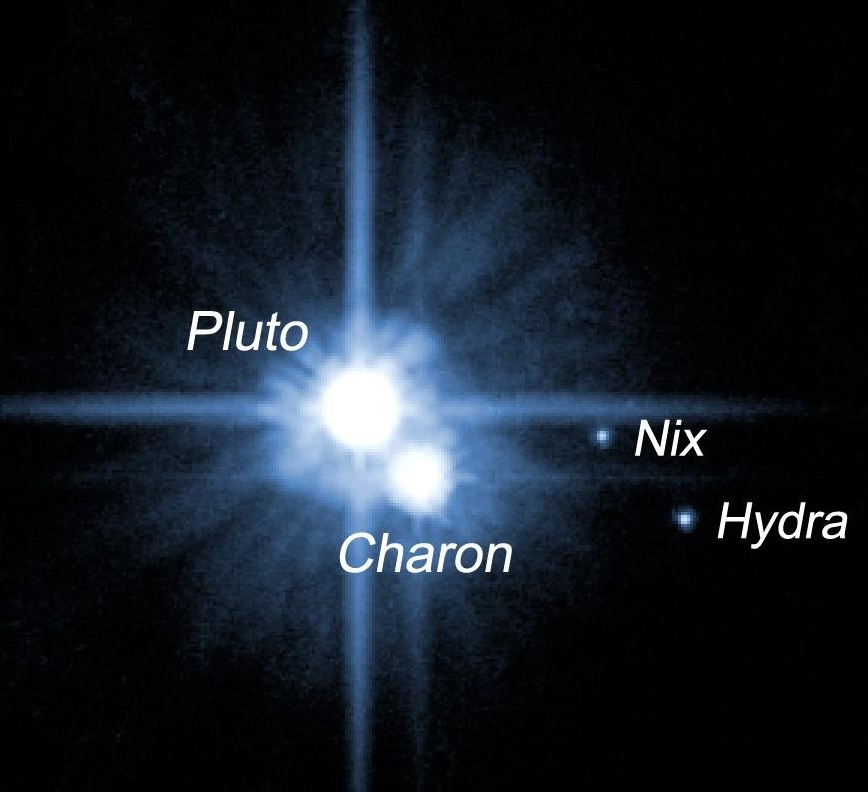
Imagine Hubble cu sateliții lui Pluto (anotată)

Numele Nix a fost aprobat de Uniunea Astronomică Internațională (IAU) și a fost anunțat pe 21 iunie 2006 împreună cu denumirea Hydra în Circularul IAU 8723. Nix a fost numită după Nyx, zeița greacă a întunericului și a nopții, și mama lui Charon, barcagiul lui Hades în mitologia greacă. Cei doi sateliți nou numiți au fost numiți intenționat, astfel încât ordinea inițialelor lor N și H onorează misiunea New Horizons către Pluto, în mod similar cu modul în care primele două litere ale numelui lui Pluto îl onorează pe Percival Lowell. Propunerea inițială pentru denumirea lui Nix a fost de a folosi ortografia clasică Nyx, dar pentru a evita confuzia cu asteroidul 3908 Nyx, ortografia a fost schimbată în Nix, ortografia egipteană a numelui. Forma adjectivală a numelui este Nictian.
Numele formelor de relief de pe corpurile din sistemul Pluto sunt legate de mitologie și de literatura și istoria explorării. În special, numele formelor de relief de pe Nix trebuie să fie legate de zeitățile nopții din literatură, mitologie și istorie.

## Origine
Se credea că sateliții mai mici ai lui Pluto, inclusiv Nix, s-au format din resturi aruncate dintr-o coliziune masivă dintre Pluto și un alt obiect din centura Kuiper, asemănător cu modul în care se crede că Luna s-a format din resturi împrăștiate de o coliziune mare a Pământului. Resturile din coliziune ar urma să formeze sateliții lui Pluto. Însă, ipoteza colizională nu poate explica modul în care Nix și-a menținut suprafața foarte reflectorizantă.

## Caracteristici fizice
Nix are o formă alungită, cu cea mai lungă axă măsurată la 49,8 km (30,9 mi) și cea mai scurtă axă de 31,1 km (19,3 mi). Aceasta îi oferă lui Nix dimensiunile măsurate de 49,8 × 33,2 × 31,1 km (30,9 × 20,6 × 19,3 mi).
Este al treilea cel mai mare satelit al lui Pluto, fiind puțin mai mic decât Hydra.
La început cercetările au arătat că suprafața lui Nix este roșiatică. În mod contrar, alte studii arată că Nix este neutru din punct de vedere spectral, similar cu ceilalți sateliți mici ai lui Pluto. Spectrul neutru al lui Nix arată că gheața este prezentă pe suprafața sa. Nix a pare, de asemenea, să varieze în luminozitate și albedo, sau reflectivitate. Se credea că fluctuațiile de luminozitate sunt cauzate de zone cu albedouri diferite de pe suprafața Nix. Imaginile cu Nix de la sonda spațială New Horizons arată o zonă mare roșiatică de aproximativ 18 km (11 mi), ceea ce ar putea explica cele două măsurători contradictorii ale culorii suprafeței lui Nix.
Se consideră că zona roșiatică este un crater mare, unde materialul roșu a fost aruncat de sub stratul de gheață al lui Nix și a fost depus pe suprafața sa. În acest caz, Nix ar avea probabil regolit provenit din impact. O altă explicație sugerează că materialul roșiatic ar fi putut proveni dintr-o coliziune cu Nix și un alt obiect cu o compoziție diferită. Cu toate acestea, nu au existat variații semnificative de culoare pe alte cratere de impact de pe Nix.
Gheața prezentă pe suprafața Nix este responsabilă pentru reflectivitatea sa ridicată. Urme de metan înghețat pot fi, de asemenea, prezente pe suprafața Nix și ar putea fi responsabile pentru prezența materialului roșiatic, probabil toline, pe suprafața sa. În acest caz, tolinele de pe suprafața lui Nix ar fi putut proveni din reacția metanului cu radiațiile ultraviolete de la Soare. Derivat din datele de numărare a craterelor de la New Horizons, vârsta suprafeței lui Nix este estimată la cel puțin patru miliarde de ani.

### Rotație

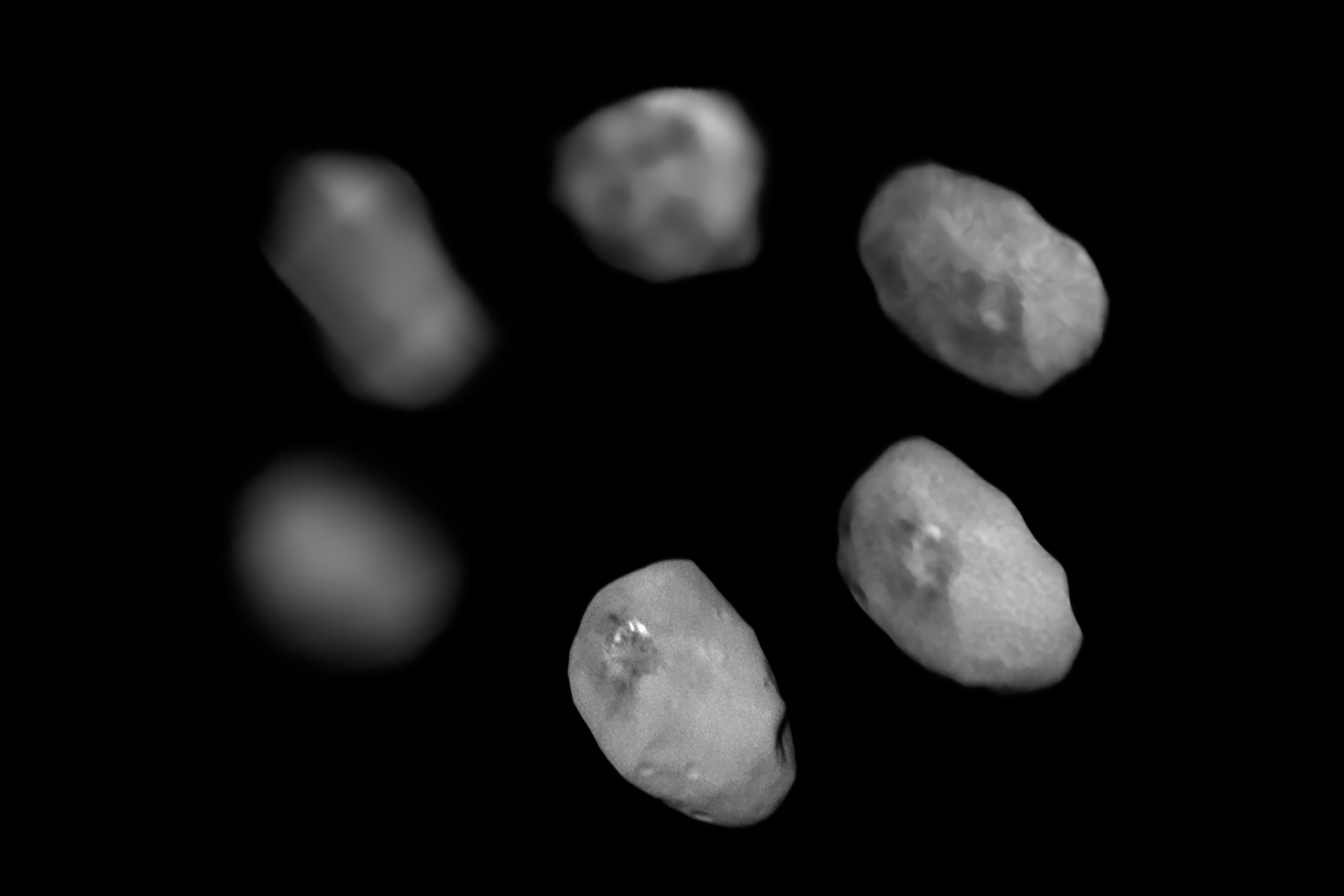
Șase imagini cu Nix taken făcute de New Horizons în iulie 2015 (contrast îmbunătățit)

Nix nu este în rotație sincronă și se rotește haotic similar cu ceilalți sateliți mai mici ai lui Pluto; înclinația satelitului și perioada de rotație variază foarte mult pe perioade scurte de timp. Datorită rotației haotice a lui Nix, ocazional își poate întoarce întreaga axă de rotație. Influențele gravitaționale variate ale lui Pluto și Charon în timp ce orbitează în jurul baricentrului lor provoacă rotația haotică a sateliților mici ai lui Pluto, inclusiv Nix. Rotația haotică a lui Nix este, de asemenea, întărită de forma sa alungită, care creează momente care acționează asupra obiectului. La momentul zborului New Horizons, Nix avea o perioadă de rotație de 43,9 ore retrogradă față de ecuatorul lui Pluto, cu o înclinare a axei de 132 de grade - se rotea invers în raport cu orbita lui în jurul lui Pluto. Perioada de rotație a lui Nix a crescut cu 10% de când Nix a fost descoperit.

### Forme de relief
| Formă de relief | Numit după                    | Nume aprobat (Date · Ref) |
| --------------- | ----------------------------- | ------------------------- |
| Gleti           | Gleti, zeița Fon a lunii      | 2021-09-03 · WGPSN        |
| Metztli         | Mētztli, zeița aztecă a lunii | 2021-09-03 · WGPSN        |

## Orbită

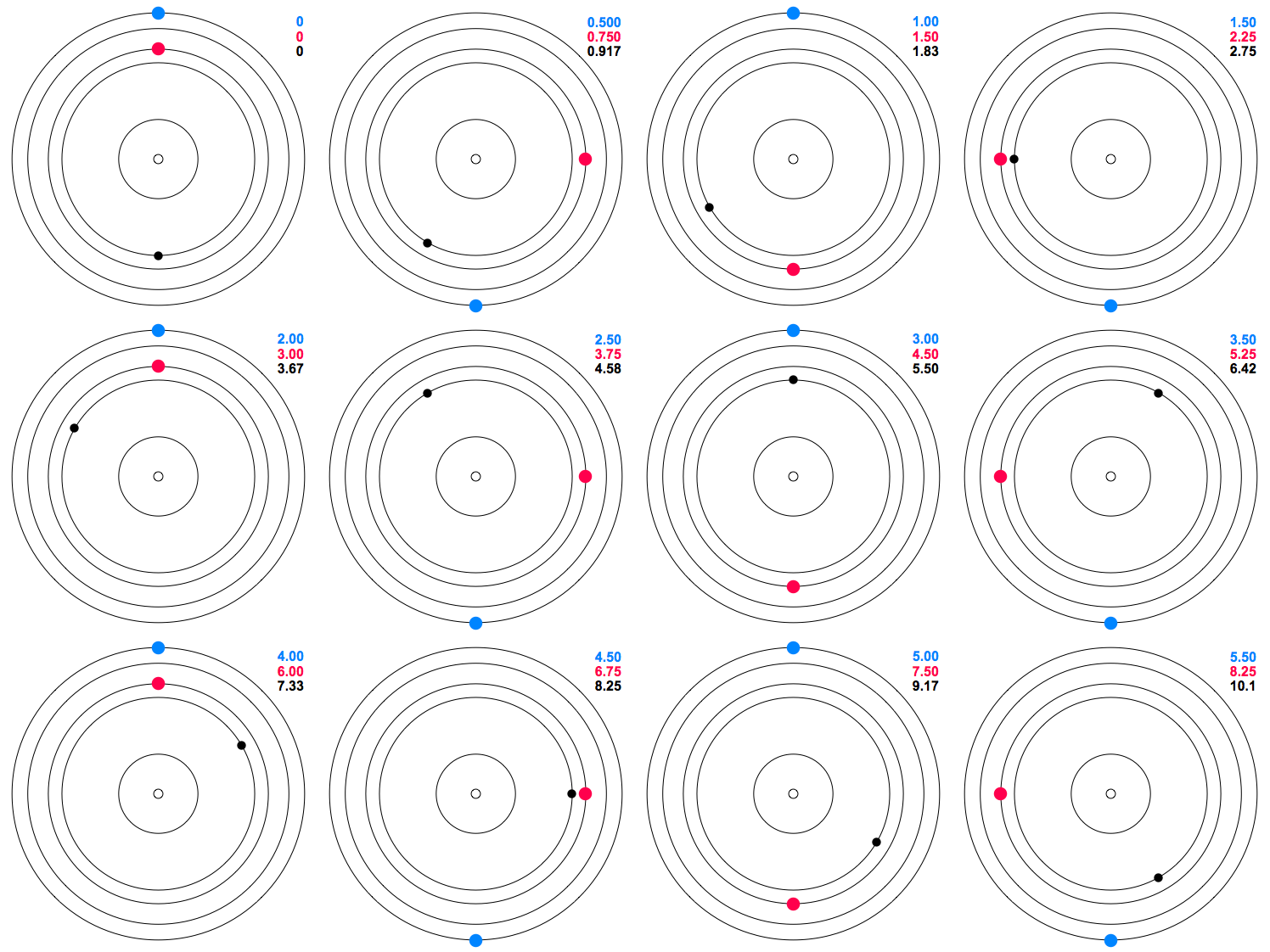
Hydra, Nix și Styx pe parcursul ciclului lor de rezonanțe

Nix orbitează baricentrul Pluto-Charon la o distanță de 48.694 km (30.257 mi), între orbitele lui Styx șiKerberos. Toți sateliții lui Pluto, inclusiv Nix, au orbite foarte circulare care sunt coplanare cu orbita lui Charon; sateliții lui Pluto au înclinații orbitale foarte mici față de ecuatorul lui Pluto. Orbitele aproape circulare și coplanare ale satelțiilor lui Pluto sugerează că aceștia au trecut prin evoluții mareice de la formarea lor. La momentul formării sateliților mai mici ale lui Pluto, Nix ar fi putut avea o orbită mai excentrică în jurul baricentrului Pluto-Charon. Orbita actuală circulară a lui Nix ar fi putut fi cauzată de amortizarea a excentricității orbitei lui Nix din cauza forțelor mareeice ale lui Charon. Interacțiunile mareeice reciproce ale lui Charon pe orbita lui Nix l-ar determina pe Nix să-și transfere excentricitatea orbitală către Charon, determinând astfel orbita lui Nix să devină treptat mai circulară în timp.
Nix are o perioadă orbitală de 24.8546 de zile și orbita sa este rezonantă cu ceilalți sateliți ai lui Pluto. Nix este într-o rezonanță orbitală de 3:2 cu Hydra și o rezonanță de 9:11 cu Styx (raporturile reprezintă numărul de orbite finalizate pe unitatea de timp; raporturile perioadelor sunt inverse).Ca rezultat al acestei rezonanțe de trei corpuri asemănătoare rezonanței Laplace, are conjuncții cu Styx și Hydra într-un raport de 2:3.
Perioada orbitală a lui Nix este aproape de o rezonanță orbitală de 1:4 cu Charon, cu o discrepanță de timp de 2,8%; nu există nicio rezonanță activă. O ipoteză care explică o astfel de rezonanță apropiată este că rezonanța are originea înainte de migrarea către exterior a lui Charon în urma formării tuturor celor cinci sateliți cunoscuți și este menținută de fluctuația locală periodică de 9% a intensității câmpului gravitațional Pluto-Charon.

## Explorare
Sonda spațială New Horizons a vizitat sistemul Pluto și l-a fotografiat pe Pluto și pe sateliții săi în timpul zborului său pe 14 iulie 2015. Dintre sateliții mai mici ai lui Pluto, doar Nix și Hydra au fost fotografiați cu rezoluții suficient de mari pentru ca caracteristicile de suprafațele lor să fie vizibile.Înainte de zborul sistemului Pluto, măsurătorile mărimii lui Nix au fost efectuate de Long Range Reconnaissance Imager de la bordul New Horizons, estimând inițial că Nix are un diametru de aproximativ 35 km. Primele imagini detaliate cu Nix făcute de New Horizons de la o distanță de aproximativ 231.000 km (144.000 mi) au fost primite de la navă spațială pe 18 iulie 2015 și lansate publicului pe 21 iulie 2015. Cu o rezoluție a imaginii de 3 km (1,9 mi) per pixel, forma lui Nix a fost adesea denumită formă de „boabă de fasole”. Imaginile cu culoare îmbunătățită de la instrumentul Ralph MVIC de pe New Horizons arată o regiune roșiatică pe suprafața sa. Din acele imagini, au fost făcute alte măsurători precise a dimensiunilor lui Nix, dând dimensiuni aproximative de 42 × 36 km.